# Tetraopes batesi
Tetraopes batesi är en skalbaggsart som beskrevs av Chemsak 1963. Tetraopes batesi ingår i släktet Tetraopes och familjen långhorningar. Inga underarter finns listade i Catalogue of Life.